# Strobilops sp. nov. 1
Strobilops sp. nov. 1 é uma espécie de gastrópode  da família Strobilopsidae.
É endémica de Nicarágua.